# بائع الصحف
بائع الجرائد أو صبي الصحف هو بائع متجول للصحف ليس له محل ثابت. وتشمل المهن ذات الصلة بائع الصحف الذي يسلم الصحف للمشتركين، وبائع الصحف الذي يبيع الصحف على القطارات. أما البالغون الذين باعوا الصحف من محلات ثابتة، يُطلق عليهم اسم تجار الصحف وهم ليس المقصودون هنا. كان الباعة المتجولون يبيعون صحيفة واحدة فقط التي كانت عادةً تظهر في عدة طبعات في اليوم. كانت الزاوية المزدحمة تضم العديد من الباعة المتجولين، كل منهم يمثل إحدى الصحف الكبرى. قد يحملون لوحة إعلانات بعناوين رئيسية عملاقة، يوفرها لهم مالك الصحيفة. بدأ بائع الجرائد في وسط المدينة في التلاشي بعد عام 1920 عندما بدأ الناشرون في التأكيد على التوصيل إلى المنازل.
كان بائعو الجرائد المراهقون يسلمون الصحف يوميًا للمشتركين الذين يدفعون لهم شهريًا. كان الباعة المتجولون عادةً يشترون مجموعة من 100 نسخة من تاجر جملة الذي بدوره يشتريها من الناشر. قانونيًا كانت كل ولاية تعتبر بائعي الجرائد متعاقدين مستقلين، وليسوا موظفين، لذلك لم يكونوا عمومًا خاضعين لقوانين عمالة الأطفال.
في الولايات المتحدة، أصبحوا صورة أيقونية لريادة الأعمال الشبابية. من بين الأمريكيين المشهورين الذين عملوا كباعة جرائد بروس بارتون، ورالف بانش، وجو ديماجيو، وتوماس إديسون، ودوايت أيزنهاور، وسام رايبورن، ووالتر روثر، وديفيد سارنوف، والكاردينال سبلمان، وهاري ترومان، ومارك توين.

## الولايات المتحدة
يُطلق على بنجامين فرانكلين أحيانًا اسم "أول بائع جرائد أمريكي"، حيث ساعد في توصيل صحيفة شقيقه نيو إنجلاند كورانت في عام 1721 ولكن البداية الحقيقية لتجارة بائع الجرائد تأتي في عام 1833، عندما بدأت صحيفة نيويورك صن في توظيف الباعة في مدينة نيويورك. في ذلك الوقت، كانت الصحف تُلتقط بشكل عام من مكتب الصحيفة، أو تُرسل عبر البريد، أو تُسلم بواسطة متدربين على الطباعة أو موظفين آخرين. على النقيض من ذلك، لم تُباع صحيفة صن في المتاجر أو بالاشتراك. قام ناشرها، بنجامين داي، بتجنيد العاطلين عن العمل من خلال استخدام إعلانات التوظيف لبيع صحيفته. بدلاً من البالغين الذين توقعه، جذب إعلانه الأطفال: كان الأول هو المهاجر الأيرلندي البالغ من العمر 10 سنوات برنارد فلاهرتي، الذي تبين أنه بائع متجول موهوب - فيما بعد كوميدي مسرحي - كان ينادي بأكثر العناوين الرئيسية إثارة في اليوم: "الشر الخالص"؛ "الآثار اللعينة للسكر!"؛ "حادثة مروعة!"؛ "قضية مشينة!". يمكن لهؤلاء الباعة المتجولين إما الصياح على المارة في الشارع أو إنشاء مسارات اشتراك؛ فعل الكثيرون كليهما.
لم يكن بائعو الجرائد موظفين لدى الصحف، بل كانوا يشترون الصحف من تجار الجملة في حزم من 100 نسخة ويبيعونها كوكلاء مستقلين. لا يمكن إرجاع الصحف غير المباعة. كان بائعو الجرائد يكسبون عادة حوالي 30 سنتًا في اليوم (ما يعادل 11 دولارًا في عام 2022) وكانوا غالبًا يعملون حتى وقت متأخر من الليل. كانت صرخات "إضافي، إضافي!" تُسمع غالبًا في ساعات الصباح حيث كان بائعو الجرائد يحاولون بيع كل ورقة أخيرة.

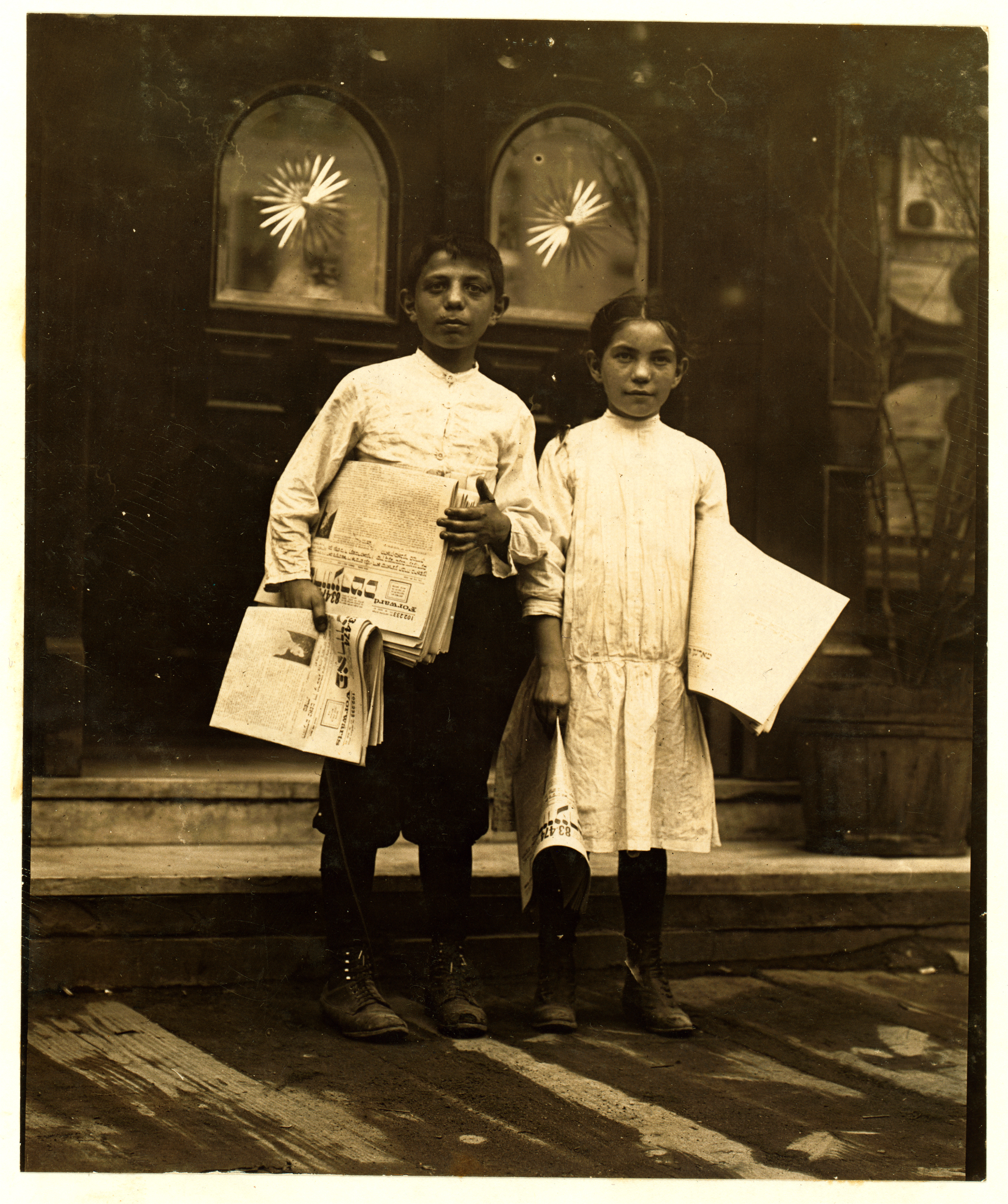
فتاة وفتى يبيعان الصحف خارج مداخل الحانات في نيويورك، 1910؛ كانت الفتيات نادرات جدًا.

كان صبي التوصيل المحلي يسحب عربة أو يركب دراجة بخارية وهو يرمي الجريدة الصباحية أو المسائية على الشرفة الأمامية من منتجات الثلاثينيات من القرن الماضي. حيث فقدت الصحف التوزيع والإعلان مع انخفاض الاقتصاد، وكان بحاجة إلى زيادة الإيرادات وخفض النفقات. بدءًا من عام 1930، أطلقت الرابطة الدولية لمديري التوزيع عملية وطنية لإظهار مديري الصحف المحلية كيفية زيادة قراء الجرائد المنزلية. صمموا منهجًا جاهزًا للتسويق بالاشتراك من الباب إلى الباب، والذي علم الفتية الجدد مهارات جديدة في إدارة الوقت، والتعامل مع المال، وحفظ الحسابات، وبشكل خاص، تقديم شخصية بائع فائزة. خلقت هذه الحركة فتى الصحيفة من الطبقة المتوسطة وغيرت بشكل دائم العلاقة بين سنوات المراهقة والمشاريع التجارية. حل مديرو التوزيع مشكلتهم: الأولاد المراهقون. كانوا لا يزالوا متعاقدين مستقلين وليسوا موظفين، لكن مدير التوزيع صمم المسارات وعلم الأولاد كيفية جمع أموال الاشتراك والمحاسبة عنها. ولتشجيع رواد الأعمال الشباب، ابتكروا فلسفة إدارية مميزة قائمة على التوجيه الذكوري. لقد ألهمت هذه الفلسفة روح المبادرة لدى الأولاد وثبتت عادات عملهم مع توفير أموال إضافية للميزانيات العائلية الضيقة.

### النقاد والإصلاحيون
كان الباعة الشباب يُنظر إليهم غالبًا كضحايا للفقر وكمجرمين محتملين. في عام 1875، وجدهم كاتب مشهور مصدر إزعاج:
هناك 10000 طفل يعيشون في شوارع نيويورك. يشكل الباعة الشباب فرقة مهمة من جيش الأطفال المشردين هذا. تراهم في كل مكان. يمزقون الهواء ويصمّمون آذانك بصراخهم الحاد. يحيطون بك على الرصيف ويجبرونك تقريبًا على شراء صحفهم. إنهم رثون وقذرون. بعضهم ليس لديهم معاطف أو أحذية أو قبعات.
في سانت لويس، ميسوري، في النصف الأول من القرن العشرين، رأى المصلحون وناشطو حقوق الطفل أن الباعة الشباب ضحايا محتملون لمخاطر وإغراءات البيئة الحضرية. وقد نجحوا في تمرير قانون في عام 1903 أنشأ أول محاكم للأحداث في الولاية مع القدرة على النظر في القضايا الجنائية التي تشمل القاصرين.
في سينسيناتي عام 1919، وجد عمال الإغاثة أن عُشر المراهقين كانوا بائعي صحف، وأنهم يكسبون 20 سنتًا فقط في اليوم (ما يعادل 3 دولارات في عام 2022). كانوا أكثر عرضة للانحراف بمرتين، وكانوا يقامرون كثيرًا فيما بينهم، وكانوا غالبًا ما يتعرضون للهجوم من قبل البلطجية من الصحف الأخرى. كانت التوصية باستبدال بائعي الصحف الذين تقل أعمارهم عن 16 عامًا بمحاربي حرب معاقين.

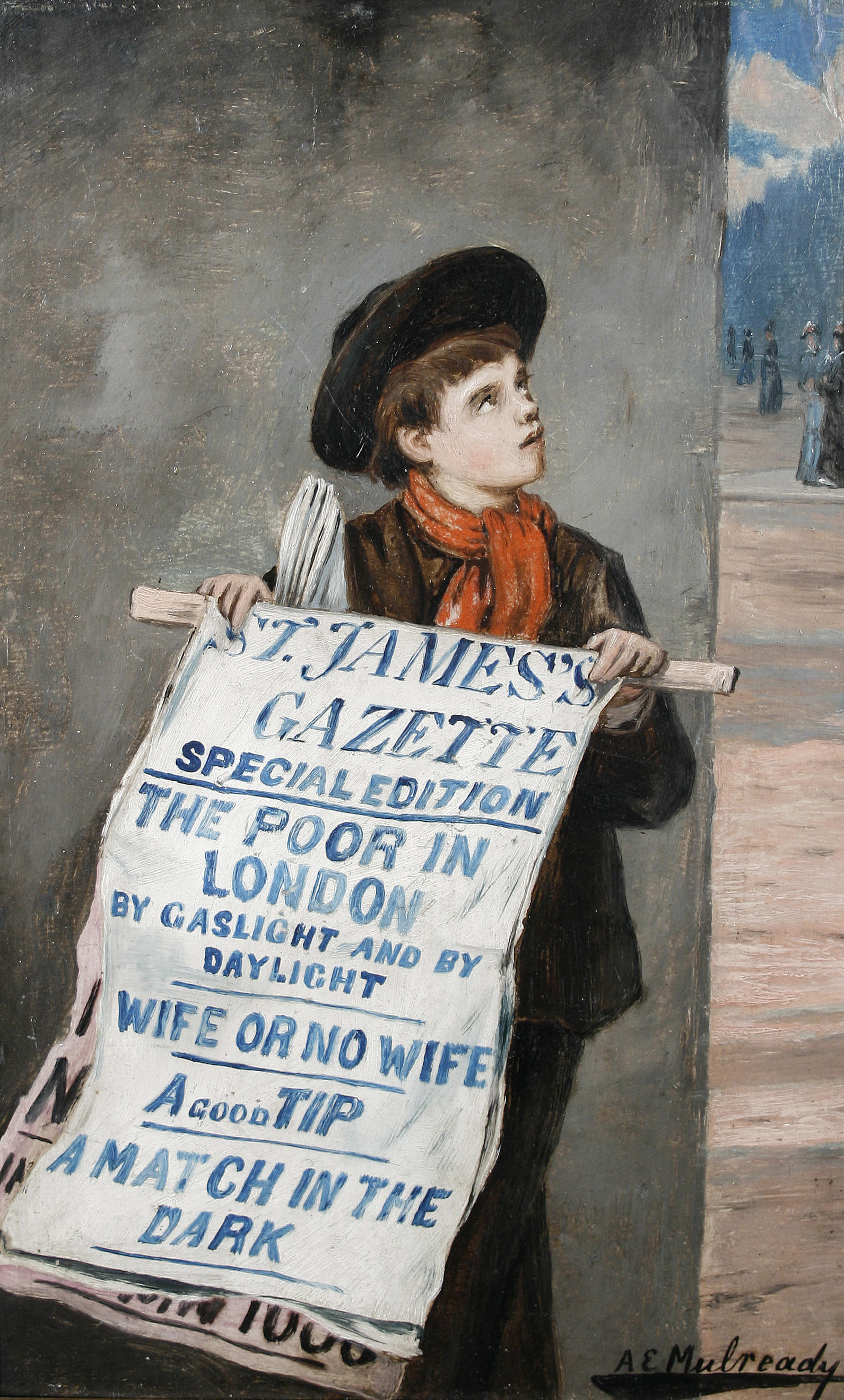
أخبرت لوحات الفنان اللندني أوغستوس إدوين مولريدي (1844-1904) جمهوره أنه عندما يرون صبيًا يبيع الصحف، يجب أن يروه كعرض للفقر والاعتلال الحضري.

### جزار الأخبار
كان "جزاري الأخبار" يعملون على سكك حديد الركاب لبيع الصحف والحلوى والسجائر للمسافرين. كان توماس أديسون جزارًا للأخبار في شبابه، لكنه فقد هذه الوظيفة بعد أن أشعل النار في عربة بسبب اشتعال الفوسفور الأبيض في طقم الكيمياء الذي كان يحمله على متنها. وعمل والت ديزني جزارًا للأخبار على سكك حديد ميسوري باسيفيك عندما كان مراهقًا، وقد أثرت ذكرياته عن تلك التجربة على تصميمه لسكك حديد ديزني لاند.

## أيرلندا
ستيفاني راينز كانت بائعة صحف مميزة في الشوارع الأيرلندية في أوائل القرن العشرين، حيث كانت تلعب دورًا أساسيًا في سلسلة إنتاج وتوزيع الوسائط في ذلك الوقت. لم يتأثر دورها كثيرًا بظهور آلات بيع الصحف في وقت لاحق، حيث اعتمد الناشرون في تلك الحقبة على الأولاد الذين لم تتجاوز أعمارهم 11 عامًا لبيع النسخ، خاصة في المناطق الحضرية. كان بائعو الصحف يشكلون جزءًا مرئيًا وبارزًا في شوارع المدن الأيرلندية، وكانوا غالبًا موضوعًا للعديد من قصص الصحف، حيث كانت تصوّرهم عادةً كنماذج للطبقة العاملة الحضرية من قراء الطبقة الوسطى.

## التحركات العمالية والإضرابات
أضرب بائعو الصحف عدة مرات من أجل تحسين الأجور وظروف العمل: 1884، 1886، 1887، 1889، وفي مايو 1898.
في إضراب بائعي الصحف في يوليو 1899، رفض العديد من بائعي الصحف في نيويورك توزيع الصحف الرئيسية، وطلبوا من الجمهور مقاطعتها. انخفض عدد صحيفة وورلد التي يصدرها جوزيف بوليتزر بنحو الثلثين. بعد أسبوعين من العمل المحموم، استسلمت الصحف. بعد إضراب استمر أسبوعين، لم تخفض الصحف أسعارها، لكنها وافقت على إعادة شراء جميع الصحف غير المباعة، وتم حل النقابة.
ألهمت إضراب بائعي الصحف في نيويورك عام 1899 إضرابات لاحقة، بما في ذلك إضراب بائعي الصحف في بوت، مونتانا، عام 1914، وإضراب في عشرينيات القرن الماضي في لويزفيل، كنتاكي. واجه بائعو الصحف في شيكاغو معركة صعبة لتحقيق دخل أفضل، خاصة خلال إضراب وسائل الإعلام عام 1912. وكانت محاولات النقابية متفرقة وتعرضت للتخريب من خلال التخويف والردود العنيفة أحيانًا من قبل الناشرين.
وفقًا لجون بيكين:
حدثت إضرابات موثقة لباعة الصحف في بوسطن (1901، 1908) ؛ شيكاغو (1912) ؛ كليفلاند (1934) ؛ دي موين (1922) ؛ ديترويت (1877) ؛ كانساس سيتي، كانساس (1947) ؛ ليكسينغتون، كنتاكي (1899) ؛ مينيابوليس (1918) ؛ موبايل (1942) ؛ مدينة نيويورك (1886، 1890، 1893، 1898، 1899، 1908، 1918، 1922، 1941، 1948) ؛ أوكلاند (1928) ؛ بورتلاند، أوريغون (1914) ؛ سانت لويس (1945) ؛ سان خوسيه، كاليفورنيا (2000) ؛ وسياتل (1917) .
خلال الفترة من 1933 إلى 1935، أصدرت إدارة التعافي الوطني (NRA)، وهي وكالة تابعة للصفقة الجديدة، قانونًا للصناعة الصحفية يقيد العمالة الأحداث لمساعدة البالغين العاطلين عن العمل. انتهت القيود عندما ألغت المحكمة العليا في عام 1935 قانون NRA باعتباره غير دستوري.

## الصور

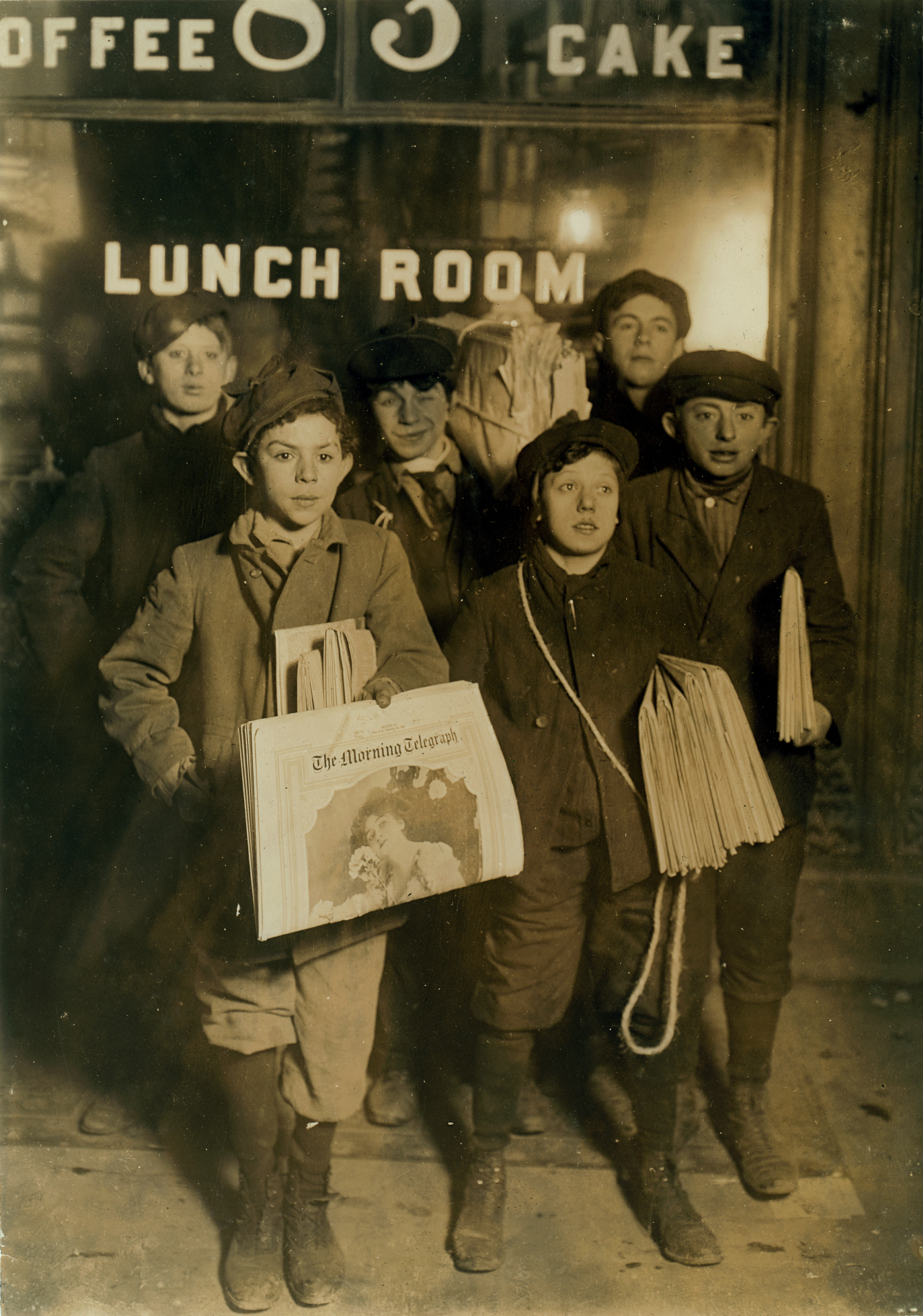
أولاد يبيعون الصحف على جسر بروكلين، لويس هاين، 1908

ناضل المصور الأمريكي لويس هين ضد عمالة الأطفال في أمريكا في أوائل القرن العشرين من خلال التقاط صور أظهرت الظروف المروعة، خاصة في المصانع ومناجم الفحم. لقد صور أيضًا الشباب الذين يعملون في الشوارع، لكن صوره لهم لم تصور شكلًا آخر مروعًا من عمالة الأطفال الخطرة أو فقر المهاجرين، لأنهم لم يكونوا موظفين. كانوا يعملون بمفردهم كرواد أعمال مستقلين، وصور هين صورة الرفقة والرجولة الشبابية وريادة الأعمال الناشئة. أصبح بائع الصحف الرمزي صورة أيقونية في الخطابات حول الطفولة والطموح والاستقلال.

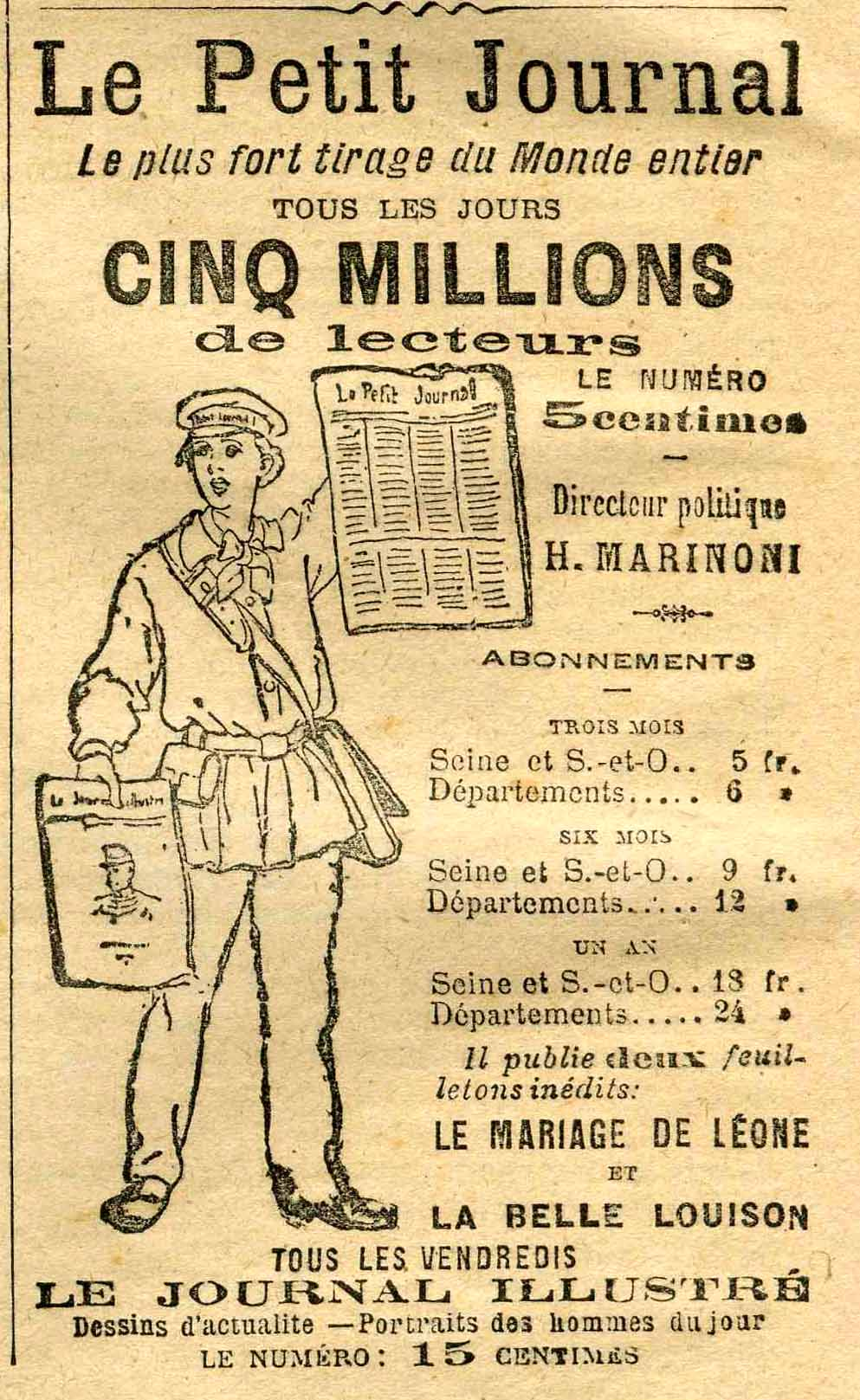
بائع صحف فرنسي، 1899

## التطورات الأخيرة
في ويلز، تم الإعلان في يوليو 2011 أن شركة ميديا ويلز، الناشر لصحيفة Western Mail وصحيفة South Wales Echo، لن توظف بعد الآن بائعي الصحف في وسط مدينة كارديف. وقال متحدث باسم الشركة أن توزيع الصحيفة من قبل الباعة يكلف أكثر من المبلغ الذي تتلقاه الصحيفة في المقابل.

## ملحوظات
1. ↑  ويسنانت، ديفيد إي. (1972). “بيع أخبار الإنجيل المسيرة المهنية الغريبة لجيمي براون بائع الجرائد". مجلة التاريخ الاجتماعي. ص. 5 (3): 269-309. مؤرشف من الأصل في 2023-01-17.{{استشهاد بكتاب}}:  صيانة الاستشهاد: أسماء عددية: قائمة المؤلفين (link)
2. ↑  -برقان، ص. 4.
3. ↑  -غودمان، ماثيو (2010). الشمس والقمر: الحكاية الحقيقية الرائعة عن المخادعين والمروجين والصحفيين المتنازعين ورجال الخفاش القمري في نيويورك في القرن التاسع عشر. ص. 31 . ISBN:978-0786726967.{{استشهاد بكتاب}}:  صيانة الاستشهاد: أسماء عددية: قائمة المؤلفين (link)
4. ↑  بريسيلا فيرغسون كليمنت، جاكلين س. راينر، محرران. طفولة في أمريكا: موسوعة. إس.في. "نيوبويز". ص. 471. ISBN:1-57607-540-0.
5. 1 2  "باعة الجرائد". digitalhistory.uh.edu. مؤرشف من الأصل في 2023-11-06.
6. ↑  عمالة الأطفال في أمريكا 1908-1912: صور لويس دبليو هاين. تم الاسترجاع 17 يونيو 2007. – انظر "باعة الجرائد".
7. ↑  -ديفيد ناسو، (1999) ص. 9.
8. ↑  بوستول، تود ألكسندر (1997) . إنشاء بائع الجرائد الأمريكي: خدمة الطرق الطبقة الوسطى وباعة الأحداث في الكساد الكبير. مجلة التاريخ الاجتماعي. ص. 31 (2): 327-345. مؤرشف من الأصل في 2023-07-20.{{استشهاد بكتاب}}:  صيانة الاستشهاد: أسماء عددية: قائمة المؤلفين (link)
9. ↑  بوستول، تود ألكسندر (2000). "التوجيه الذكوري: الأولاد والرجال والصحف، 1930-1939. المؤسسة والمجتمع. ص. 1 (2): 355-390. مؤرشف من الأصل في 2023-01-17.{{استشهاد بكتاب}}:  صيانة الاستشهاد: أسماء عددية: قائمة المؤلفين (link)
10. ↑  ستيبينوف ، بوني (أبريل 2010). "منقذو الأطفال وباعة الجرائد في سانت لويس، 1896-1948". استعراض تاريخي ميسوري. ص. 104 (3): 125-37. مؤرشف من الأصل في 2022-12-12.{{استشهاد بكتاب}}:  صيانة الاستشهاد: أسماء عددية: قائمة المؤلفين (link)
11. ↑  -هيكستر، موريس بيك (1919). بائعو الصحف من سينسيناتي. مؤرشف من الأصل في 2023-10-30.{{استشهاد بكتاب}}:  صيانة الاستشهاد: أسماء عددية: قائمة المؤلفين (link)
12. ↑  راريك، رونالد د. (2000). "رؤية الأطفال الفقراء: وجهات نظر ثلاثة فنانين". مجلة الأطفال والفقر. ص. 6 (2): 85-98.{{استشهاد بكتاب}}:  صيانة الاستشهاد: أسماء عددية: قائمة المؤلفين (link)
13. ↑  امندولا، دانا (2015). الجميع على متن الطائرة: العالم الرائع لقطارات ديزني (الطبعة الأولى). طبعات ديزني.{{استشهاد بكتاب}}:  صيانة الاستشهاد: أسماء عددية: قائمة المؤلفين (link)
14. ↑  رينز، ستيفاني (2016). "شوارع المدينة وإصدار المدينة: باعة الصحف والصحف في أيرلندا في أوائل القرن العشرين". مراجعة الدراسات الأيرلندية. ص. 24 (2): 142-158. مؤرشف من الأصل في 2023-10-31.{{استشهاد بكتاب}}:  صيانة الاستشهاد: أسماء عددية: قائمة المؤلفين (link)
15. ↑  "إضراب بائعي الصحف". نيويورك تايمز. 14 أكتوبر 1884. {{استشهاد ويب}}: تحقق من التاريخ في: |تاريخ= (مساعدة)
16. ↑  "بائعو الصحف يضربون". نيويورك تايمز. 30 مارس 1886. {{استشهاد ويب}}: تحقق من التاريخ في: |تاريخ= (مساعدة)
17. ↑  "بائعو الصحف يضربون: العديد من المعارك واعتقال اثنين من قبل الشرطة". نيويورك تايمز. 13 أغسطس 1889. مؤرشف من الأصل في 17 نوفمبر 2023. {{استشهاد ويب}}: تحقق من التاريخ في: |تاريخ= (مساعدة)
18. ↑  "موزعو الصحف يضربون من أجل شروط أفضل،". نيويورك هيرالد. 21 يوليو 1899. مؤرشف من الأصل في 2023-11-06. {{استشهاد ويب}}: تحقق من التاريخ في: |تاريخ= (مساعدة)
19. ↑  ديفيد ناساو،. أطفال المدينة: في العمل واللعب (1965). ص. 167-77.
20. ↑  ديفيد ناساو،. "ديفيد ذو الوجه القذر وجالوت التوأم". التراث الأمريكي. ص. 36.3 (1985): 42-47.
21. ↑  بيفي، ل. وسميث، أ. (1999) أطفال الحدود. مطبعة جامعة أوكلاهوما. ص. 112.
22. ↑  راينير، ج. س.، فيرغسون، ب.، وويست، إ. (2001) الطفولة في أمريكا: موسوعة. شركة ايه بي سي-كليو.
23. ↑  بيكن، جون (2000). " فتات من موائد الناشرين الذهبية: محنة بائع صحف شيكاغو ". تاريخ وسائل الإعلام. ص. 6: 45-57. مؤرشف من الأصل في 2023-10-31.{{استشهاد بكتاب}}:  صيانة الاستشهاد: أسماء عددية: قائمة المؤلفين (link)
24. ↑  جون بيكين،. "ضربات موزع الصحف". في موسوعة الإضرابات في التاريخ الأمريكي (2009):. ص. 609-619.{{استشهاد بكتاب}}:  صيانة الاستشهاد: علامات ترقيم زائدة (link)
25. ↑  تود ألكسندر بوستول. "سماع أصوات الأطفال العاملين". تراث العمال (1989) 1#3. ص. 4-1.
26. ↑  أوينوني كوبي. "قراءة تصوير لويس هاين لعمالة الأطفال في الشوارع، 1906-1918.". مجلة الدراسات الأمريكية 50.4 (2016). ص. 873-897.
27. ↑  "الصحف الويلزية تتخلى عن مبيعات شارع سيتي سنتر". Holdthefrontpage.co.uk. بول لينفورد. تم الاسترجاع 2014/04/26. مؤرشف من الأصل في 2023-11-06. {{استشهاد ويب}}: تحقق من التاريخ في: |تاريخ= (مساعدة)

## لقراءة المزيد
- آدامز، ميرون إي. (1905). "الأطفال في المهن المتجولة الأمريكية". وقائع الأكاديمية الأمريكية للعلوم السياسية والاجتماعية. 25 (3): 23-44.  doi:10.1177/000271620502500304. JSTOR 1010927.
- أوستن، هيلاري ماك، وكاثلين طومسون. "التفكير التاريخي: دراسة صورة لأطفال الصحف في الصيف، 1908." الدراسات الاجتماعية والمتعلم الشاب 27.2 (2014): 29-33.
- بيكن، جون. "إضرابات أطفال الصحف." في موسوعة الإضرابات في التاريخ الأمريكي (2009): 609-619.
- بيرجيل، مارتن. "من كانيليتاس إلى المسلحين. الأطفال وتداول المواد المطبوعة في عملية الترويج لحزب أبريستا البيروفي (1930-1945)." ['من كانيليتاس إلى المسلحين. الأطفال وتداول المواد المطبوعة في عملية تعميم حزب أبريستا البيروفي (1930-1945)'] إيبيروأمريكانا أمريكا اللاتينية - إسبانيا - البرتغال. (2015)، المجلد 15 العدد 60، الصفحات 101-115.
- برقان، مايكل. موزع الصحف الأمريكي، (2006)، 48 صفحة؛ مكتوبة للأطفال الذين تتراوح أعمارهم بين 9-11 سنة.
- ديجيرولامو، فينسنت.  البكاء على الأخبار: تاريخ بائعي الصحف في أمريكا (نيويورك: مطبعة جامعة أكسفورد، 2019).
- ديجيرولامو، فينسنت. "جنازات أطفال الصحف: حكايات الحزن والتضامن في أمريكا الحضرية." مجلة التاريخ الاجتماعي 36.1 (2002): 5-30.
- غولدمارك، جوزفين سي. (1904). “العمالة في الشوارع وجنوح الأحداث”. العلوم السياسية الفصلية. 19 (3): 417-438.
- جاوين، إميلي (2022). "لا توجد فرصة للارتقاء في صناعة الورق": الفقر والعرق ورواية فتيات الصحف لهوراشيو ألجر". الأدب الأمريكي. 94 (3).
- جونكل، جون إلستنر. بويفيل: تاريخ من العمل لمدة خمسة عشر عامًا بين بائعي الصحف (1905).
- هيز، كيفن ج. "القراءة في السكك الحديدية." وقائع الأكاديمية الأمريكية للعلوم السياسية والاجتماعية 106، العدد 2 (1996): 301.
- هكستر، موريس بك. باعة الصحف في سينسيناتي (1919). يجادل بأنهم مجرمون وينبغي استبدالهم بمحاربين قدامى جرحى في الحرب.
- لي، ألفريد مككلونج. الصحيفة اليومية في أمريكا (1936) ص 287-300، 784
- ليندر، مارك. "من أطفال الشوارع إلى التجار الصغار: التحول القضائي لباعة الصحف الأطفال." مجلة تمبل للقانون 63 (1990): 829+.
- لوريمر لينفورد، أوتوم (2022). "سؤال فتاة الصحف": الأطر المتنافسة لفتيات الصحف في عصر التقدمية". الصحافة الأمريكية. 39 (3): 315-339.
- ناساو، أطفال المدينة: في العمل واللعب (1954) ص 48-61، 167-77.
- بوستول، تود أ. "سماع أصوات الأطفال العاملين،" تراث العمال (سبتمبر 1989) 1#3:4-19
- بوستول، تود ألكسندر (1997). إنشاء بائع الجرائد الأمريكي: خدمة الطرق الطبقة الوسطى وباعة الأحداث في الكساد الكبير. مجلة التاريخ الاجتماعي. 31 (2).
- بوستول، تود ألكسندر (2000). "التوجيه الذكوري: الأولاد والرجال والصحف، 1930-1939. المؤسسة والمجتمع 1.2 . (2000): 355-390.
- بوستول، تود أ. "تنافس الصحافة والإذاعة في أمريكا: مديرو التوزيع وفتيان الصحف خلال الكساد الكبير." تاريخ الإعلام 3.1-2 (1995): 155-166.
- بوستول، تود ألكسندر. إنشاء بائع الجرائد الأمريكي: مديرو التوزيع وخدمة الطرق للطبقة المتوسطة في أمريكا في عصر الكساد." (أطروحة دكتوراه، جامعة شيكاغو 1998).
- ريد، آنا واي. خدمة باعة الصحف: دراسة في التوجيه التعليمي والمهني (يونكرز أون هدسون وورلد بوك كو، 1917)
- سيمبسون، روجر (1992). "فتيان صحف سياتل: كيف خسرت ديمقراطية الباعة للسلطة العقارية". تاريخ الصحافة. 18 (1-4): 18-25.
- ستالر، كارين إم. بائعو الصحف في نيويورك: تشارلز لورينج بريس وتأسيس جمعية مساعدة الأطفال (أكسفورد، 2020).
- والبانك، آلان. 1960. "قراءة السكك الحديدية." جامع الكتب. 9 رقم 3 (الخريف): 285-291.
- زبوراي، رونالد ج.؛ ساراتشينو زبوراي، ماري (2019). “صوت إضافي: تمثيل بائعي الصحف في الحرب الأهلية بالقلم والطباعة”. الصحافة الأمريكية. 36 (3): 348-370.
- زيلزر، فيفيانا أ. تقييم الطفل الذي لا يقدر بثمن: القيمة الاجتماعية المتغيرة للأطفال (برينستون، 1994) ص 79-82. ISBN 978-0-691-03459-1